# Джордан, Мартин
Генри Мартин Джордан (англ. Henry Martyn Jordan; 7 марта 1865, Клифтон — 14 июля 1902, Ньюпорт) — валлийский регбист, известный по выступлениям на позиции защитника за клубы «Лондон Уэлш» и «Ньюпорт» и за сборную Уэльса. Брат регбиста Чарли Джордана.

## Карьера
Окончил школы Финчли и Монмута. Изучал медицину в Лондоне и работал в госпитале Гая, играя за его команду. Играл за клуб «Ньюпорт» в 1883—1889 годах, с 1885 года выступал за клуб «Лондон Уэлш», созданный для валлийцев, проживающих в Лондоне. Джордан провёл первую в истории встречу клуба — против клуба «Лондон Скоттиш», сыграв в одной команде с Артуром Гаулдом, легендой валлийского регби. Джордан участвовал в турне по Южному Уэльсу, в ходе которого команда играла против клубов «Суонси», «Кардифф» и «Ньюпорт», причём матч с последним Джордан судил, отказавшись от игры за какую-либо из команд. В сезоне 1888/89 Джордан стал капитаом команды и изменил её игровую тактику, позволив клубу «Лондон Уэлш» стать силой, с которой должны были считаться другие британские клубы.
За сборную Уэльса сыграл три матча: против Англии 3 января 1885 года, против Шотландии 10 января 1885 года и 2 февраля 1889 года. Игра против Англии прошла на Кубке домашних наций, а Уэльс проиграл: Джордан положил две попытки, одну из которых реализовал Гаулд. Во второй встрече против шотландцев была зафиксирована нулевая ничья. Третья игра, также против шотландцев, прошла уже в Кубке домашних наций 1889 года, и в ней валлийцы опять проиграли.